# Golfe de Gabès
Pour les articles homonymes, voir Syrte (homonymie).
Le golfe de Gabès (arabe : خليج قابس), appelé auparavant Syrte mineure (Minor Syrtis) ou Petite Syrte, est un golfe situé sur la côte est de la Tunisie. D'un diamètre d'environ 90 kilomètres, il s'étend entre la localité de Chaffar (gouvernorat de Sfax) et l'est-nord-est de l'île de Djerba (Ras Tourgueness).

## Étymologie
Il était aussi autrefois appelé en latin Syrtis Minor ou « Petite Syrte », appelé ainsi pour le différencier du Syrtis Maior c'est-à-dire la « Grande Syrte », désignant le golfe de Syrte.
Le nom de Syrtis est un emprunt au grec ancien où Surtis (génitif Surtidos), mentionné par Hérodote, désigne un « amas de sable et de rochers » constitués le long des côtes par les courants et autres mouvements d'eau. Ce mot est à rapprocher du terme Sūrō signifiant « traîner », « charrier », « balayer », Surma pour « balayure », Surmos pour « rafale », Surtos pour « entrainé », « charrié ».

## Géographie
Le golfe occupe une place privilégiée au centre de la Méditerranée, non loin de la jonction entre les bassins oriental et occidental. L'une de ses caractéristiques principales est l'amplitude des marées, la plus forte de Tunisie (moyenne de deux mètres), due à la très grande largeur et à la très faible déclivité du plateau continental. Le marnage y est, avec la haute Adriatique, le plus fort de Méditerranée.
La salinité du golfe varie entre 38 et 39 pour mille et sa température entre 14 et 29 °C.
Il présente des caractéristiques topographiques et biologiques particulières qui lui confèrent l'aspect d'une zone d'élevage favorisant la reproduction et le développement de nombreuses espèces marines. Ben Othman[Qui ?] a décrit en 1971 l'existence de 208 espèces marines entre 0 et 300 mètres de profondeur. En effet, le golfe dispose d'un large plateau continental sans présence de relief et avec une pente très douce qui fait que l'isobathe des 200 mètres n'est atteinte qu'à 250 kilomètres de la côte.

## Économie
En dehors des ressources liées à l'industrie du phosphate et au transfert du pétrole algérien, la pêche peut être considérée comme le principal pourvoyeur d'emplois de la région (abritant 61 % de la flotte de pêche tunisienne), la zone figurant parmi les zones les plus productives de la mer Méditerranée, notamment en raison de conditions climatiques favorables ; elle est en effet omniprésente sous diverses formes.
Dans la zone littorale peu profonde, notamment au niveau des hauts fonds entourant l'archipel des Kerkennah (à l'est de Sfax) est pratiquée depuis des siècles une pêche traditionnelle aux pièges fixes : les charfias, technique ancestrale souvent considérée comme respectueuse de l'environnement, aussi bien du point de vue des matériaux utilisés pour la confection des pièges que pour le mode de pêche lui-même. Les autres techniques de pêche artisanales sont très nombreuses : pêche des poulpes à la gargoulette, pêche « à pied » pour le ramassage des palourdes, filets maillants avec de nombreuses variantes pratiquées sur l'ensemble des côtes, etc. La pêche hauturière est, quant à elle, effectuée au chalut : elle porte essentiellement sur la prise des crevettes royales (Penaeus kerathurus) qui, depuis une quinzaine d'années, est progressivement relayée par des crevettes venues de la mer Rouge telles que les Metapenaeus monodon, Trachypenaeus curvirostris ou plus récemment Metapenaeus stebbingi. Il faut aussi citer la présence de grands senneurs pour la pêche du thon rouge.

## Environnement et écologie
Bien que l'eau soit très pauvre (oligotrophe, voir ultraoligotrophe) dans tout l'est du bassin méditerranéen, ce qui a notamment été confirmé par les mesures de concentration en Chlorophylle a (indicatrice d'abondance phytoplanctonique), ce golfe constitue l'une des principales zones de pêche en Tunisie (65 % des prises du pays s'y font). La côte des Barbaresques était d'ailleurs déjà exploitée par les pêcheurs européens pour son corail et ses éponges dès avant le XIXe siècle.
Ces eaux sont ou étaient le siège d'une importante biomasse marine et d'une biodiversité élevée, déjà étudiée par les campagnes scientifiques de Jacques-Yves Cousteau en 1970, entre autres. Le lieu est aussi réputé pour ses marées exceptionnelles, phénomène rare en Méditerranée. L'origine des nutriments qui alimentent toute l'année cette productivité biologique est longtemps resté un mystère. L'énigme a été partiellement levé en 2014 par des chercheurs de l'Institut tunisien des sciences et technologies de la mer, avec l'Institut méditerranéen d'océanologie : ces derniers ont montré une présente inhabituelle de certaines espèces d'ultraphytoplancton (nanoalgues unicellulaires mesurant moins de dix microns) qui sont mangées par du microzooplancton (nanoflagellés comprenant notamment des choanoflagellés), dans un réseau trophique qui semble capable de rapidement recycler les nutriments et un écosystème dont le contrôle serait de type top-down (curieusement l'eau du golfe reste en effet riche en nutriments toute l'année, même en été).
Depuis que se sont installés, en 1972, les usines de traitement des phosphates de la zone de Gabès et que la région s'est industrialisée et artificialisée, la situation du secteur a aujourd'hui nettement changé : le golfe subit de très fortes pressions anthropiques, surtout due à la forte industrialisation dans les zones de Sfax (partie nord du golfe) et de Gabès (partie centrale). La pollution engendrée, notamment par le déversement depuis plus d'une cinquantaine d'années, sur les rivages et en mer, de grandes quantités de phosphogypse issues des usines d'acide phosphorique et d'engrais chimiques de Sfax, Skhira et Ghannouch, a provoqué une très importante diminution des surfaces occupées par les herbiers de posidonies et leur éradication dans les fonds de plus d'une dizaine de mètres de profondeur.
Le programme de développement industriel mis en œuvre par l'État a ainsi entraîné une importante diminution de la biodiversité, la pollution des eaux et une catastrophe économique pour les pêcheurs locaux. De plus, le raclage permanent des fonds par les chaluts a abouti à une situation de surpêche pour de nombreuses espèces halieutiques.
Un pétrolier avitailleur le Xelo, battant pavillon de la Guinée équatoriale, fait naufrage le 16 avril 2022 dans le golfe de Gabès. Sept membres d'équipage sont évacués, mais l'évènement fait craindre une catastrophe écologique,.